# Sarród
Sarród là một thị trấn thuộc hạt Győr-Moson-Sopron, Hungary. Thị trấn này có diện tích 40,07 km², dân số năm 2010 là 1159 người, mật độ 29 người/km².